# Gheorgheni
Gheorgheni (maďarsky Gyergyószentmiklós) je město v rumunské župě Harghita, ležící v Sedmihradsku. Administrativně pod město spadají čtyři vesnice: Covacipeter, Lacu Roșu, Vargatac, Visafolio. V blízkosti města se nacházejí dvě přírodní zajímavosti Bicazská soutěska a Červené jezero

## Historie
Historicky město náleží do Sikulska a poprvé je zmiňováno v roce 1332.